# Othreis obliterans
Othreis obliterans là một loài bướm đêm trong họ Erebidae.